# Halowe Mistrzostwa Europy w Lekkoatletyce 1970 – bieg na 60 m kobiet
Bieg na 60 metrów kobiet – jedna z konkurencji biegowych rozgrywanych podczas halowych lekkoatletycznych mistrzostw Europy w hali Stadthalle w Wiedniu. Eliminacje, półfinały i bieg finałowy zostały rozegrane 15 marca 1970. Zwyciężyła reprezentantka Niemieckiej Republiki Demokratycznej Renate Meißner. Tytułu z poprzednich igrzysk nie broniła Irena Szewińska.

## Rezultaty

### Eliminacje
Rozegrano 3 biegi eliminacyjne, do których przystąpiło 14 biegaczek. Awans do półfinału dawało zajęcie jednego z pierwszych czterech miejsc w swoim biegu (Q).
Opracowano na podstawie materiału źródłowego.
Bieg 1
| Miejsce | Zawodniczka          | Czas | Uwagi |
| ------- | -------------------- | ---- | ----- |
| 1       | Renate Meißner       | 7,3  | Q     |
| 2       | Sylviane Telliez     | 7,5  | Q     |
| 3       | Eleonora Monoranu    | 7,6  | Q     |
| 4       | Brigitte Ortner      | 7,7  | Q     |
| 5       | Elisabeth Waldburger | 7,7  |       |

Bieg 2
| Miejsce | Zawodniczka        | Czas | Uwagi |
| ------- | ------------------ | ---- | ----- |
| 1       | Wilma van den Berg | 7,5  | Q     |
| 2       | Mirosława Sarna    | 7,5  | Q     |
| 3       | Wira Popkowa       | 7,7  | Q     |
| 4       | Alena Vozáková     | 7,8  | Q     |
| 5       | Gabrielle Meyer    | 7,8  |       |

Bieg 3
| Miejsce | Zawodniczka          | Czas | Uwagi |
| ------- | -------------------- | ---- | ----- |
| 1       | Annegret Irrgang     | 7,6  | Q     |
| 2       | Nadieżda Biesfamilna | 7,6  | Q     |
| 3       | Else Hadrup          | 7,7  | Q     |
| 4       | Cecilia Molinari     | 7,7  | Q     |

### Półfinały
Rozegrano 2 biegi półfinałowe, w których wystartowało 12 biegaczek. Awans do finału dawało zajęcie jednego z trzech pierwszych miejsc w swoim biegu (Q).
Opracowano na podstawie materiału źródłowego.
Bieg 1
| Miejsce | Zawodniczka        | Czas | Uwagi |
| ------- | ------------------ | ---- | ----- |
| 1       | Renate Meißner     | 7,4  | Q     |
| 2       | Wilma van den Berg | 7,5  | Q     |
| 3       | Annegret Irrgang   | 7,5  | Q     |
| 4       | Eleonora Monoranu  | 7,6  |       |
| 5       | Else Hadrup        | 7,6  |       |
| 6       | Wira Popkowa       | 7,7  |       |

Bieg 2
| Miejsce | Zawodniczka          | Czas | Uwagi |
| ------- | -------------------- | ---- | ----- |
| 1       | Sylviane Telliez     | 7,5  | Q     |
| 2       | Mirosława Sarna      | 7,5  | Q     |
| 3       | Nadieżda Biesfamilna | 7,6  | Q     |
| 4       | Brigitte Ortner      | 7,7  |       |
| 5       | Cecilia Molinari     | 7,7  |       |
| 6       | Alena Vozáková       | 7,7  |       |

### Finał
Opracowano na podstawie materiału źródłowego.
| Miejsce | Zawodniczka          | Czas |
| ------- | -------------------- | ---- |
| 1       | Renate Meißner       | 7,4  |
| 2       | Sylviane Telliez     | 7,5  |
| 3       | Wilma van den Berg   | 7,5  |
| 4       | Nadieżda Biesfamilna | 7,6  |
| 5       | Mirosława Sarna      | 7,6  |
| 6       | Annegret Irrgang     | 7,6  |